# Кукель, Феликс Эдуардович
Фе́ликс Эдуа́рдович Ку́кель (1847 — после 1914) — инженер, тайный советник.

## Биография
Родился 17 (29) декабря 1847 года. Происходил из виленских дворян герба «Лелива».
Окончил 1-ю Виленскую гимназию (1868) и химическое отделение Санкт-Петербургского технологического института (1873); получив звание технолога 1-го разряда и стал работать лаборантом в технических мастерских института. Затем получил звание инженера-технолога. В 1881 году было напечатано его сочинение «Химическое исследование состава кокосового масла и приготовляемых из него мыл» (СПб.: тип. Имп. Акад. наук. — 49 с.).
В службу вступил 20 января 1882 года. Преподавал товароведение в Императорском коммерческом училище. Известно, что Ф. Э. Кукель в 1896 году ходатайствовал о принятии С. М. Прокудина-Горского действительным членом ИРТО по I-му отделу.
Кукель состоял постоянным членом технического комитета Главного интендантского управления. С 6 декабря 1904 года — действительный статский советник; в 1914 году — тайный советник.
Был награждён орденами Св. Станислава 2-й степени (1896), Св. Анны 2-й степени (1900), Св. Владимира 3-й (1908) и 4-й степени (1902). Также имел командорский крест ордена Чёрной звезды.